# Provinz Limburg (Niederlande)
Limburg (anhörenⓘ) ist die südlichste der zwölf Provinzen der Niederlande. Sie grenzt im Osten an Deutschland und im Westen oder Südwesten an eine belgische Provinz, die ebenfalls Limburg heißt. Bei Bedarf spricht man daher von Niederländisch-Limburg bzw. Belgisch-Limburg (niederländisch Nederlands Limburg und Belgisch Limburg).
Als das Königreich der Vereinigten Niederlande gegründet wurde, gab es noch eine gemeinsame Provinz Limburg. Sie hatte den Namen von einem vormodernen Gebilde, das allerdings nur geringfügig auf dem Gebiet der Provinz gelegen hatte. Im Zuge der Unabhängigkeit Belgiens wurde die Provinz Limburg geteilt. Wegen einer etwas komplizierten Geschichte haben die Limburger in den Niederlanden ein regionales Sonderbewusstsein. Das liegt auch am Dialekt, der nicht an der Entstehung des modernen Standardniederländisch beteiligt war.
Die niederländische Provinz Limburg hat Maastricht als Hauptstadt; eine weitere wichtige Stadt ist Venlo. Beides waren wichtige Festungsstädte, deretwegen die Niederlande auf diesen Teil Limburgs nicht verzichten wollten. Am 1. Januar 2025 hatte die Provinz Limburg 1.135.506 Einwohner.

## Geographie
Limburg besteht vornehmlich aus Geest. Im Süden ist die Provinz hügelig und hat sehr fruchtbare Löss-Böden, die für die Landwirtschaft bestens geeignet sind. Der wichtigste Fluss ist die Maas, die über die ganze Länge von Süd nach Nord durch die Provinz strömt. In Südlimburg wurde Steinkohle abgebaut; bei Kerkrade und Heerlen zeugen Spitzkegelhalden als Überreste vom ehemaligen Bergbau. Limburg ist die einzige Provinz der Niederlande, die vollständig oberhalb des Meeresspiegels liegt. Auf dem Gebiet der Provinz befindet sich die höchstgelegene Windmühle der Niederlande, auf dem 216 Meter hohen Vrouwenheide nahe der Gemeinde Voerendaal; in Vijlen ist der höchstgelegene Kirchturm der Niederlande auf einer Höhe bis zu 242 m über NAP. Auch der höchste Punkt der europäischen Niederlande liegt mit 322,7 m am Dreiländereck auf dem Vaalserberg (nahe Aachen) in Limburg.

## Geschichte
Vor der Besetzung durch die Truppen der Französischen Revolution im Jahr 1795 bestand die spätere Provinz Limburg aus einem Flickenteppich von Gebieten, von denen nur ein winziger Teil zum alten  Herzogtum Limburg gehört hat. Der Republik der Vereinigten Niederlande gehörten die Städte Maastricht, Venlo und die Staat’schen Lande von Übermaas auf dem rechten Maasufer.  Der übrige Teil des Gebietes östlich der Maas kam erst 1815 durch den Wiener Kongress zu den Niederlanden. Er hatte vorher den spanischen bzw. später den österreichischen Habsburgern und zum Teil reichsdeutschen Herrschaften gehört. Durch den Kongress wurde also nicht der chaotische Grenzzustand vor den französischen Revolutionskriegen wiederhergestellt, sondern Ansprüche auf ehemalige Enklaven wurden getauscht. So erhielt Preußen die Gebiete von Schenkenschanz und Herzogenrath, die Niederlande erhielten dafür die Gebiete von Born und Sittard.

### Wiener Kongress 1815
Die Provinz Limburg ging im Jahr 1815 aus dem Departement der unteren Maas (französisch Département Meuse-Inférieure) hervor. Nachdem man über Namen wie „Provincie Maastricht“, „Maasdal“ und „Opper Gelder“ nachgedacht hatte, entschied sich der niederländische König Willem I. für diesen Namen. Nachdem nun die nördlichen und südlichen Niederlande wieder vereinigt waren, sollte diese Namensgebung dazu beitragen, die Erinnerung an das mittelalterliche Herzogtum Limburg zu erhalten. Nur ein winziger Teil der neuen Provinz hat allerdings jemals zu diesem Herzogtum gehört. Der Name erinnert also indirekt an die Burg in der heutigen Stadt Limbourg in der Provinz Lüttich. Es handelte sich also nicht um eine Wiederherstellung dieses alten Herzogtums Limburg, wie oft behauptet wird. Der westliche Teil des sogenannten Oberquartiers des früheren Herzogtums Geldern mit den Städten Venlo und Roermond bildete den nördlichen Teil, mehr als die Hälfte der späteren niederländischen Provinz.

### Teilung von 1839

Die beiden Limburge nach der Teilung Limburgs 1839

Nach der Revolution in Belgien 1830 war zunächst die gesamte Provinz mit Ausnahme Maastrichts und des äußersten Nordens in belgischer Hand mit Valkenburg als provisorischer Hauptstadt. Auch nach dem Zehn-Tage-Feldzug verblieb der überwiegende Teil unter belgischer Kontrolle. Venlo wurde im Zuge eines Waffenstillstands 1833 aber wieder geräumt. Im Rahmen einer endgültigen Lösung wurde die heutige Staatsgrenze durch das Londoner Protokoll von 1839 festgelegt; man teilte Limburg in eine niederländische und eine belgische Provinz.
Weil der französischsprachige Westteil Luxemburgs als Provinz Luxemburg an Belgien gefallen war, vertrat die niederländische Regierung im Bundestag des Deutschen Bundes nur noch halb so viele Einwohner. Um nicht an Stimmgewicht zu verlieren, machte der König aus der Provinz Limburg zusätzlich ein Herzogtum Limburg. Dieses Herzogtum wurde als Gliedstaat in den Deutschen Bund („Deutsch-Limburg“) aufgenommen, so dass der König für Limburg-Luxemburg sein altes Stimmgewicht behielt. Da der Deutsche Bund nur ein Staatenbund war, schien diese Lösung erträglich zu sein.
Während der Nationalversammlung in der Frankfurter Paulskirche war Limburg nach der Revolution von 1848 mit zwei Abgeordneten vertreten. Beide waren Befürworter eines selbständigen Limburgs innerhalb des entstehenden Deutschen Reiches. Rückenwind hatten sie in der Bevölkerung wegen der konservativen Politik des Königs und einer hohen Besteuerung. Nach Zugeständnissen im Sommer 1848 verlor der Gedanke in Limburg jedoch an Popularität; ein limburgischer Gliedstaat in einem deutschen Bundesstaat hätte außerdem zu außenpolitischen Konflikten geführt.
Im Jahr 1866 wurde der Deutsche Bund aufgelöst, und die Provinz Limburg gehörte keinem deutschen Verband mehr an. Limburg war nur noch eine niederländische Provinz unter anderen, unterschied sich aber noch bis zum Ersten Weltkrieg durch ein starkes Eigenbewusstsein.

### Nach dem Ersten Weltkrieg
Am Ende des Ersten Weltkrieges beabsichtigte Belgien, die niederländische Provinz Limburg und Zeeuws Vlaanderen zu annektieren. Begründet wurde dies damit, dass die niederländische Neutralität während des Krieges Deutschland begünstigt hätte. Daraufhin gab es im niederländischen Limburg, unter anderem in Maastricht am 6. Dezember 1918, in Zeeuws Vlaanderen und an vielen anderen Orten der Niederlande große Demonstrationen für den Verbleib dieser beiden Landesteile bei den Niederlanden. Im niederländischen Limburg organisierte das Provinciale Comite Limburg aan Nederland (Provinz-Komitee „Limburg zu den Niederlanden“) den Widerstand der Bevölkerung gegen eine Annexion. Dieser Widerstand war erfolgreich. Bei der Pariser Friedenskonferenz im Januar 1919 konnte Belgien seine Forderungen gegen die Niederlande nicht durchsetzen.

## Politik
- SP: 3
- PvdD: 2
- GL: 4
- PvdA: 3
- D66: 3
- LL: 2
- 50PLUS: 1
- CDA: 5
- VVD: 5
- BBB: 10
- JA21: 2
- FvD: 1
- PVV: 6

Das Provinzialparlament (niederländisch Provinciale Staten) hat seinen Sitz im Provinciehuis in der Provinzhauptstadt Maastricht. Entsprechend der Bevölkerungszahl in der Provinz besteht das Parlament aus 47 Sitzen. Umgangssprachlich wird der Kommissar des Königs in Limburg Gouverneur und das Provinciehuis Gouvernement genannt.
Die nächste Provinzwahl findet am 17. März 2027 statt.
An der Spitze der Provinzverwaltung stehen die Gedeputeerde Staten, den der Kommissar des Königs vorsteht. Dies ist seit Dezember 2021 der sozialistische Politiker Emile Roemer. Die übrigen Mitglieder der Gedeputeerde Staten werden von den Provinciale Staten gewählt. Seit 2023 gehören den Gedeputeerde Staten Vertreter der Parteien BBB, VVD, CDA, PvdA und SP an.

### Gemeinden
Seit 2019 gibt es 31 Gemeinden in der Provinz:
1. Beek (16.245)
2. Beekdaelen (35.817)
3. Beesel (13.525)
4. Bergen (13.063)
5. Brunssum (27.531)
6. Echt-Susteren (32.273)
7. Eijsden-Margraten (26.180)
8. Gennep (17.783)
9. Gulpen-Wittem (14.016)
10. Heerlen (87.514)
11. Horst aan de Maas (44.276)
12. Kerkrade (45.485)
13. Landgraaf (36.850)
14. Leudal (36.108)
15. Maasgouw (24.501)
16. Maastricht (125.666)
17. Meerssen (18.459)
18. Mook en Middelaar (8103)
19. Nederweert (17.516)
20. Peel en Maas (45.899)
21. Roerdalen (20.830)
22. Roermond (61.227)
23. Simpelveld (10.272)
24. Sittard-Geleen (92.487)
25. Stein (24.652)
26. Vaals (10.015)
27. Valkenburg aan de Geul (16.460)
28. Venlo (103.982)
29. Venray (44.810)
30. Voerendaal (12.583)
31. Weert (51.378)

(Einwohner am 1. Januar 2025)

#### Orte mit Stadtrecht
In der Provinz Limburg liegen 13 Orte mit Stadtrecht:
- Maasgouw
- Maastricht
- Roermond
- Sittard
- Nieuwstadt
- Montfort
- Kessel
- Venlo
- Echt-Susteren
- Gennep
- Weert
- Valkenburg

#### Regio Parkstad Limburg
Parkstad Limburg ist ein Zweckverband des ehemaligen Bergbaureviers mit den Gemeinden:
- Brunssum
- Beekdaelen
- Heerlen
- Kerkrade
- Landgraaf
- Simpelveld
- Voerendaal

## Sprache/Besonderheiten
Die Provinz Limburg unterscheidet sich erheblich von den übrigen Niederlanden. So ist beispielsweise ganz Limburg stark römisch-katholisch geprägt. Die limburgische Bevölkerung hat neben der niederländischen Amtssprache mit dem Limburgischen eine eigene Sprache, die vor allem vom Deutschen sowie etwas vom Französischen geprägt ist und insbesondere in den Heimatvereinen gepflegt wird. Auch die limburgische Kultur ist stark durch deutsche und französische Einflüsse geprägt, besonders in Südlimburg. Im Gegensatz zu fast dem gesamten Rest der Niederlande wird der lokale Dialekt in allen Altersgruppen häufig benutzt. Sowohl in der niederländischen als auch in der belgischen Provinz Limburg wird zumindest teilweise noch Limburgisch gesprochen und es gibt trotz der langen Trennung starke Verbindungen zwischen den beiden Provinzen.

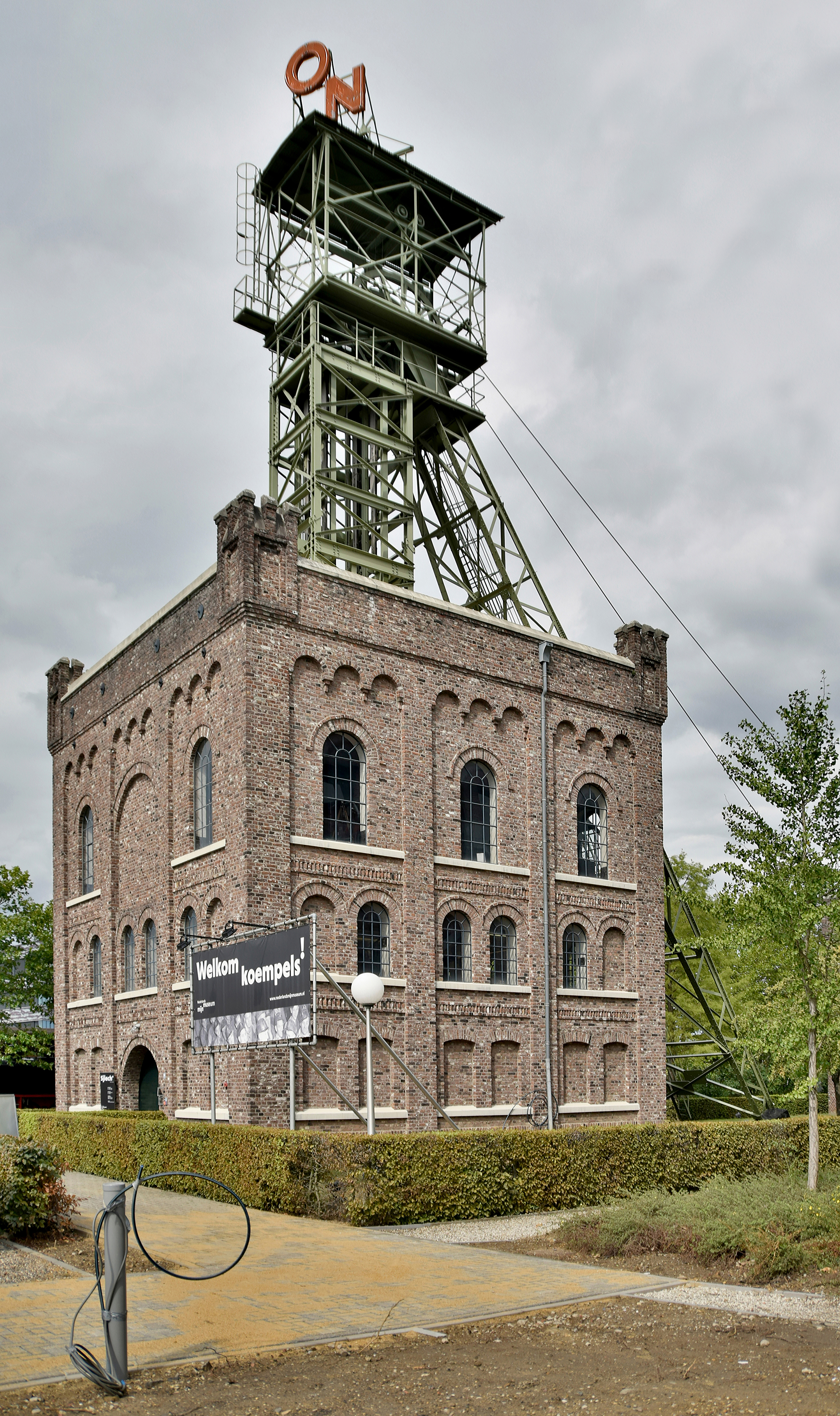
Stillgelegte Zeche in Heerlen. Zeugnis des mittlerweile eingestellten Bergbaus in Limburg
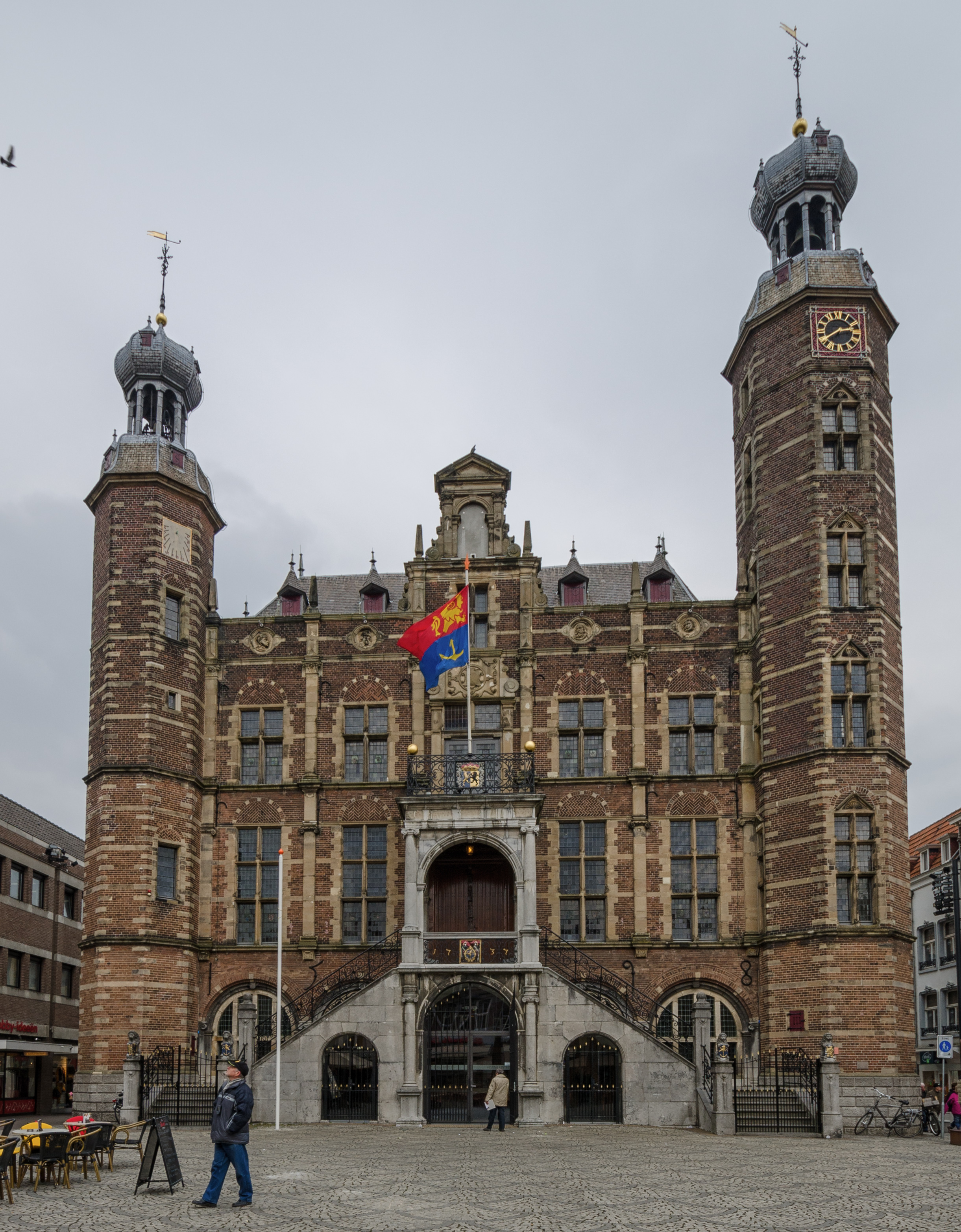
Das Rathaus von Venlo
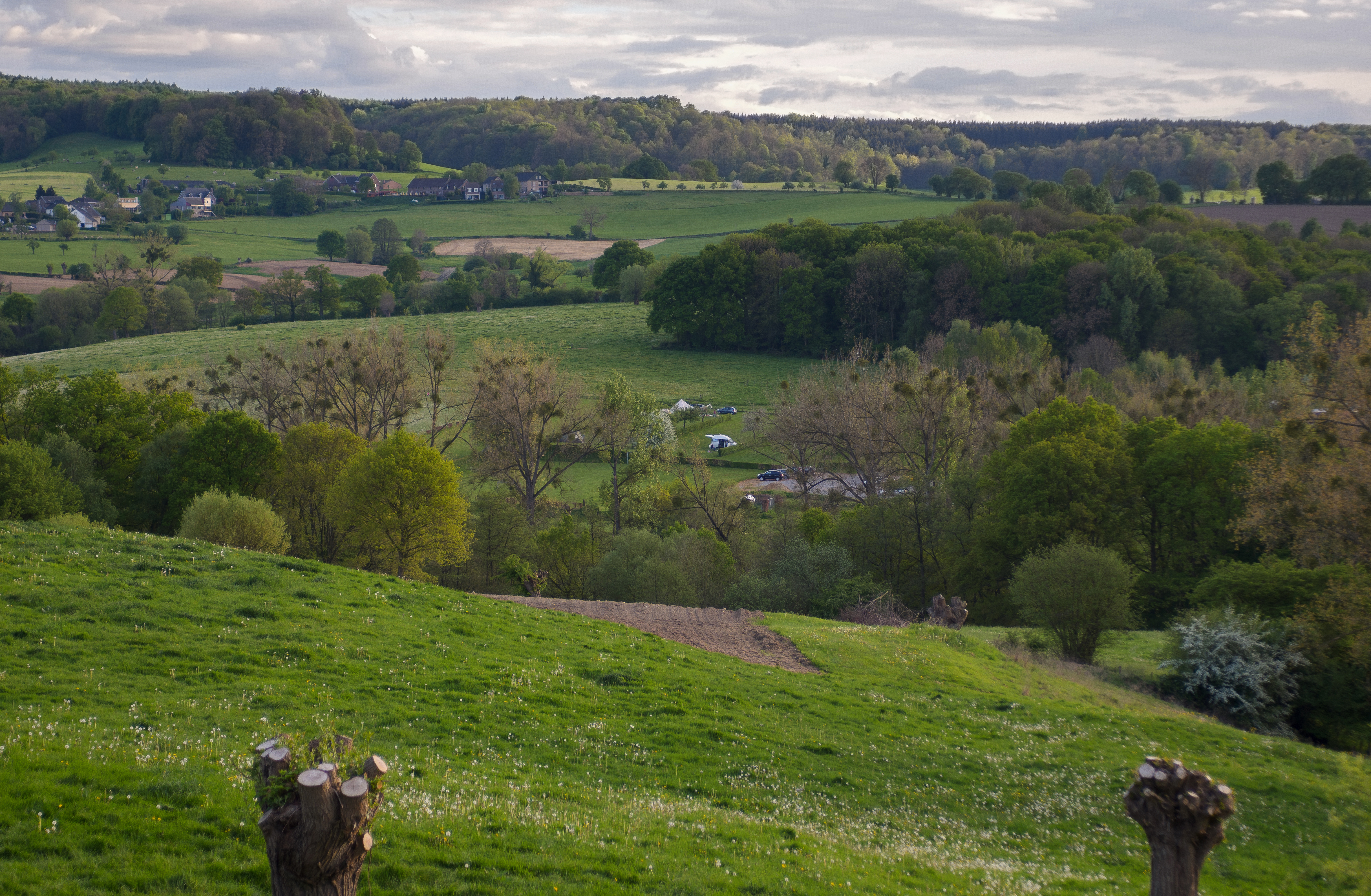
Süd-Limburg, das Mergelland
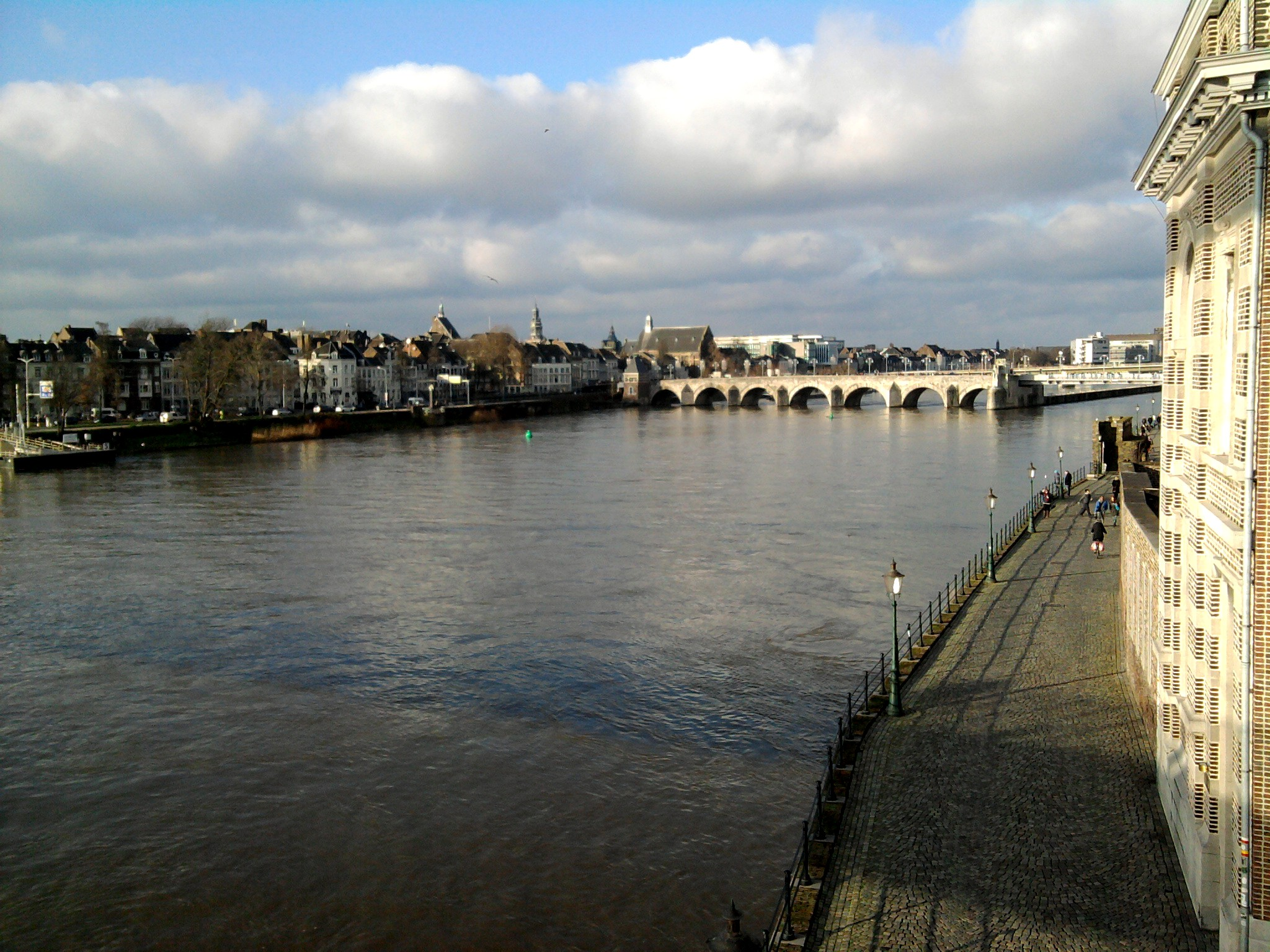
Die limburgische Hauptstadt Maastricht

## Wirtschaft und Tourismus
Im Jahr 2019 lag das Bruttoinlandsprodukt je Einwohner bei 41.000 € (Niederlande 46.700 €, EU-27 31.200 €), womit Limburg unter den zwölf niederländischen Provinzen auf dem sechsten Platz lag. Die Arbeitslosenquote betrug 3,8 % im 1. Quartal 2021 und liegt seit Jahren etwa im niederländischen Durchschnitt.
Der Dienstleistungs- und Tourismussektor spielt eine tragende Rolle in der limburgischen Wirtschaft. Wirtschaftliche Bedeutung hat der Chemiekonzern DSM mit Hauptsitz in Heerlen und auch der Flughafen „Maastricht Aachen Airport“ bei Beek ist nennenswert.
Besonders der südliche Teil Limburgs war seit langer Zeit eine der beiden wesentlichen Obstbauregionen der Niederlande. Seit etwa vier Jahrzehnten sind große Teile des Baumbestandes verschwunden, um Kies abzubauen. Nach Ende des Abbaus sind große Wasserflächen zurückgeblieben, die als sogenannte Grindgaten oder auch als Maasplassen bekannt sind. Sie dienen jetzt der Naherholung und dem Wassersport.
Im Bergbaurevier „Oostelijke Mijnstreek“ im Südosten Limburgs wurde (wie im angrenzenden Aachener Raum) Steinkohlebergbau betrieben. In Bleijerheide, Brunssum, Eygelshoven, Heerlen, Heerlerheide, Hoensbroek, Kerkrade, Schaesberg, Spekholzerheide und Terwinselen förderten acht Bergwerke mit insgesamt 33 Schächten. 1974 wurde der Bergbau eingestellt. Das Gebiet zählt heute zu den wirtschaftlich schwächsten der Niederlande. Bei Eygelshoven wurde in der Grube „Herman“ in kleineren Mengen auch Braunkohle gewonnen, ebenso bei Geleen und Hoensbroek.
In der Provinz Limburg gibt es vier regionale Tourismusverbände: VVV Maastricht, VVV Zuid-Limburg, VVV Midden-Limburg und SPNL (Stichting Promotie Noord Limburg). Zur übergeordneten Koordination und zur Stärkung einer gemeinsamen Tourismusstrategie gibt es den Verband SVL (Samenwerkende VVV's Limburg), die zum Beispiel auf nationaler und internationaler Ebene die gesamte Provinz Limburg vermarkten und so auch die Kampagne „Limburg – Liefde voor het leven“ („Limburg – Eine lebenslange Liebe“) entwickelten (in Deutschland unter dem Motto „Limburg – Genieße dein Leben“ propagiert).
Der Süden Limburgs, gewissermaßen an der Nahtstelle zwischen den letzten Ausläufern von Ardennen/Hohes Venn und Eifel gelegen, wird aufgrund seiner ausgeprägt hügeligen Topographie auch auf Englisch die „Dutch Mountains“ genannt. Das Gebiet ist alljährlich Austragungsort des Amstel Gold Race, war viermalig Schauplatz der Straßenrad-Weltmeisterschaft und zahlreicher Etappen bedeutender Straßenrennen und der Tour de France (wie etwa am 4. Juli 2006). Neben den vielen Tagesausflüglern, die Südlimburg mit dem Fahrrad erkunden, zieht die jährliche Radtouristik-Veranstaltung Limburgs Mooiste regelmäßig bis zu 10.000 Radamateure aus ganz Europa an.

## Kulinarisches

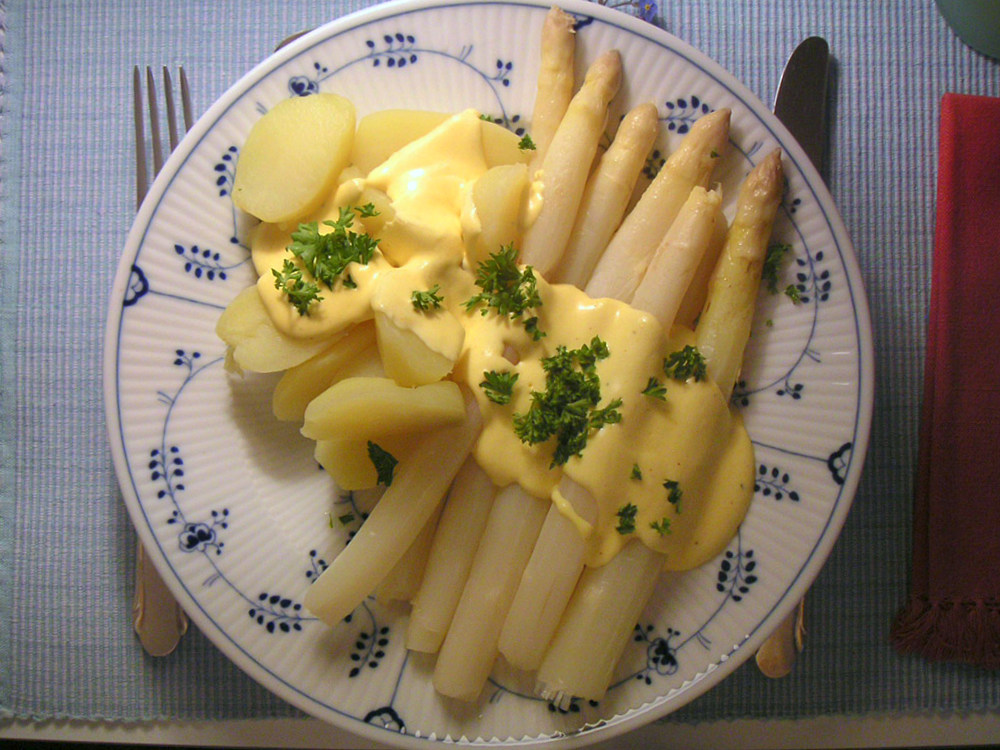
Limburgischer Spargel

Am bekanntesten ist der limburgische Spargel, daneben „limburgse vlaai“, Obstkuchen mit Puddingfüllung. Das limburgische Bier z. B. Brand Pilsener wird durch die belgische Bierkultur beeinflusst.

## Persönlichkeiten
- Pierre Cuypers (1827–1921),  niederländischer Architekt sowie Kunst- und Kunsthandwerksunternehmer
- Eugène Dubois (1858–1940), niederländischer Anthropologe und Geologe
- Frans Schraven (1873–1937), niederländischer Bischof in China
- Peter Debye (1884–1966), Physiker, theoretischer Chemiker und Nobelpreisträger für Chemie
- Pierre Lardinois (1924–1987), niederländischer Politiker der KVP, später CDA
- René van der Linden (* 1943), Politiker der CDA
- Henk Smits (* 1947), niederländischer Radsportler
- André Rieu (* 1949), niederländischer Violinist, Orchesterleiter und Musikproduzent
- Huub Stevens (* 1953), ehemaliger niederländischer Fußballspieler, Fußballtrainer
- Peter Winnen (* 1957), ehemaliger niederländischer Radprofi, Journalist und Buchautor
- Frans Timmermans (* 1961), niederländischer Politiker PvdA/SPE
- Lollo Meier (* 1962), Gitarrist, Gypsy-Jazz-Musiker
- Jos Luhukay (* 1963), ehemaliger niederländischer Fußballspieler, Fußballtrainer
- Geert Wilders (* 1963), niederländischer Politiker PVV und Filmemacher
- Erik Meijer (* 1969), ehemaliger niederländischer Fußballspieler
- Jos Verstappen (* 1972), ehemaliger Formel-1-Rennfahrer
- Sjeng Schalken (* 1976), ehemaliger niederländischer Tennisspieler
- Rens Blom (* 1977), ehemaliger niederländischer Leichtathlet, Weltmeister im Stabhochsprung
- Mark van Bommel (* 1977), niederländischer Fußballspieler
- Paul Verhaegh (* 1983), niederländischer Fußballspieler